# جايسون دويل
جايسون دويل (بالإنجليزية: Jason Doyle)‏ هو متسابق دراجات نارية أسترالي، ولد في 6 أكتوبر 1985 في نيوكاسل في أستراليا.